# Der ferne Klang

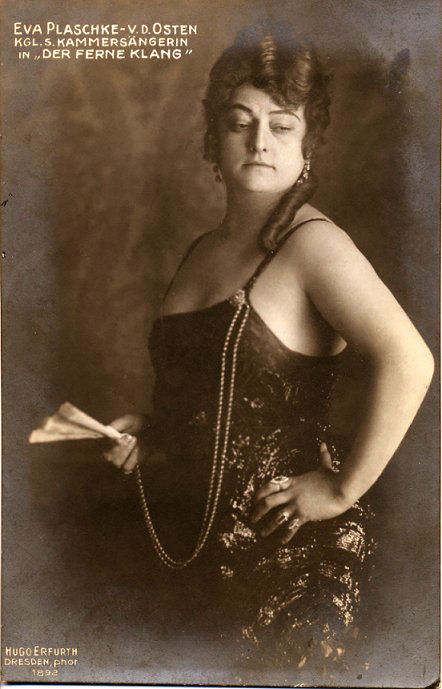
Eva von der Osten como Greta.

Der ferne Klang (título original en alemán; en español, El sonido distante) es una ópera en tres actos con música y libreto de Franz Schreker. Se estrenó el 18 de agosto de 1912 en la Alte Oper de Fráncfort del Meno, con dirección de Ludwig Rottenberg.
Esta ópera siguió representándose de manera regular a lo largo de las dos décadas posteriores a su estreno, siendo una de las óperas modernas pioneras  en el mundo de habla alemana. Las últimas producciones en vida de Schreker fueron en el Stadttheater Aachen y en Teplitz-Schönau durante la temporada 1930-31, pero posteriormente la prohibición nazi de la Entartete Musik ("Música degenerada") hizo que desapareciera del repertorio. 
Aunque escasamente representada, ha tenido cierto resurgimiento en tiempos modernos. En las estadísticas de Operabase aparece con 5 representaciones en el período 2005-2010, siendo la más representada de sus óperas.

## Personajes
| Personaje                                     | Tesitura              | Reparto del estreno 18 de agosto de 1912 (Director: Ludwig Rottenberg) |
| --------------------------------------------- | --------------------- | ---------------------------------------------------------------------- |
| Acto 1                                        |                       |                                                                        |
| Viejo Graumann, un funcionario civil retirado | barítono              | Richard Korschen                                                       |
| Esposa del viejo Graumann                     | mezzosoprano          | Marie Welling-Bertram                                                  |
| Grete, su hija                                | soprano               | Lisbeth Sellin                                                         |
| Fritz, un joven artista                       | tenor                 | Karl Gentner                                                           |
| Dueño de la posada "Zum Schwan"               | bajo                  | Josef Gareis                                                           |
| Un mal actor                                  | barítono              | Rudolf Brinkmann                                                       |
| Dr. Vigelius, un picapleitos                  | bajo agudo            | Herbert Stock                                                          |
| Una anciana                                   | mezzosoprano          | Bella Fortner-Halbaerth                                                |
| Acto 2                                        |                       |                                                                        |
| Greta, una bailarina (alias Grete Graumann)   | soprano               | Lisbeth Sellin                                                         |
| Mizi, una bailarina                           | soprano               | Anita Franz                                                            |
| Milli, una bailarina                          | soprano               | Fulda Kopp                                                             |
| Mary, una bailarina                           | soprano               | Lina Doninger                                                          |
| Una chica española, una bailarina             | soprano               | Frieda Cornelius                                                       |
| El conde, de 24 años                          | barítono              | Richard Breitenfeld                                                    |
| El barón, de 50 años                          | bajo                  | Alfred Hauck                                                           |
| El caballero, 30-35 años                      | tenor                 | Erik Wirl                                                              |
| Fritz                                         | tenor                 | Karl Gentner                                                           |
| Acto 3                                        |                       |                                                                        |
| Fritz                                         | tenor                 | Karl Gentner                                                           |
| Tini (alias Grete Graumann)                   | soprano               | Lisbeth Sellin                                                         |
| Rudolf, un doctor, amigo de Fritz             | bajo agudo o barítono | Walter Schneider                                                       |
| Dr. Vigelius                                  | bajo agudo            | Herbert Stock                                                          |
| Un actor                                      | barítono              | Rudolf Brinkmann                                                       |
| Primer miembro del coro                       | tenor                 | Otto Weindel                                                           |
| Segundo miembro del coro                      | bajo                  | Carl Bauermann                                                         |
| Camarera                                      | mezzosoprano          | Alma Wendorf                                                           |
| Un dudoso individuo                           | tenor                 | Hermann Schramm                                                        |
| Un policía                                    | bajo                  | Wilhelm Drumm                                                          |
| Un criado                                     | papel hablado         |                                                                        |